# أندريس ماتونتي
أندريس ماتونتي (مواليد 30 مارس 1988) هو حكم كرة قدم أورغوياني.أختير ليكون ضمن حكام بطولة كأس العالم 2022.